# Muziekonderwijs
Tegenwoordig behoort muziekonderwijs in vrijwel elke cultuur tot algemene ontwikkeling. Het ontstaan van het huidige muziekonderwijssysteem is echter een proces geweest dat al ruim 300 jaar loopt, en nog steeds niet volwaardig is.

## Ontwikkeling van muziekonderwijssystemen

### Geschiedenis
Muziekonderwijs is ongeveer zo oud als de muziek zelf. Bij vele primitieve volkeren is nog steeds sprake van mondeling, schriftelijk of imitatorisch (voordoen-nadoen) doorgeven van muzikale theoretische en praktische kennis, instrumentenbouw en bijbehorende uitvoeringspraktijken.
Het muziekonderwijs was tot de late middeleeuwen nagenoeg uitsluitend het domein van kerken en kloosters. Muziekonderwijs stond gelijk met opleiding in een kerkkoor. Sedert de Renaissance kwam ook de wereldse muziek meer tot ontwikkeling, zodat kerkelijke kapelmeesters wat konden bijverdienen aan het hof van edelen en prinsen. Dit systeem breidde zich verder uit: rijke ouders betaalden beroepsmuzikanten om hun kinderen de basis van de muziek aan te leren. Muziekonderwijs was ook nauw verweven met onderwijs in andere wetenschappen, zoals retorica, wiskunde en talen.
Vivaldi bijvoorbeeld gaf les in een meisjesweeshuis in Venetië, het Pio Ospedale della Pietà, waar de meisjes vioolles kregen. Dit resulteerde overigens ook in vele nieuwe werken van de hand van deze componist.
Koningen en andere edelen kregen soms ook op latere leeftijd nog les. Zo is bekend dat onder andere Wolfgang Amadeus Mozart en Antonio Salieri les hebben gegeven aan de Oostenrijkse keizer.
Lange tijd bleef muziekles iets dat alleen rijke mensen zich konden veroorloven. Deze muzieklessen waren privélessen, scholen besteedden überhaupt geen aandacht aan muziek. Vanaf de 19e eeuw werden muzieklessen echter toegankelijker voor mensen uit alle standen. Deze lessen waren nog altijd privélessen, maar veel goedkoper.
Van veel uitvoerende musici en componisten is bekend dat ze privé-onderwijs gaven, om aan neveninkomsten te komen. Zo had Chopin aardig wat (vermogende) leerlingen voor wie hij ook stukken schreef, die dan wel weer zo moeilijk waren dat ze wel genoodzaakt waren lessen bij hem te volgen om ze te kunnen spelen.
Begin twintigste eeuw verscheen de liedbundel Kun je nog zingen, zing dan mee, met de ondertitel 100 algemeen bekende schoolliederen. De liederen, van Nederlandse tekstschrijvers en Nederlandse componisten, waren bedoeld om de jeugd beschaving, waarden en normen bij te brengen. Het liedboek werd zeer populair en werd de hele twintigste eeuw herdrukt.
Muzieklessen in school kwamen pas na de Tweede Wereldoorlog, bij de wederopbouw, goed op gang, destijds nog als 'muziekuurtje' voor de kleuterklassen. Ook werden toen vele aparte gesubsidieerde muziekscholen opgericht, waar kinderen les konden krijgen en naar draagkracht betaald kon worden. De reden voor meer accent op muziekonderwijs in de naoorlogse periode lag ook in de filosofie dat kunst de massa kon verheffen, en in het feit dat vele politici de kunst wilden nivelleren, zodat het voor brede lagen van de bevolking beschikbaar en toegankelijk werd. Vanaf midden jaren 80 werden echter veel scholen geprivatiseerd, of samengevoegd met andere culturele onderwijsvormen, omdat de kosten voor de scholen te hoog werden. Daarnaast was er hierdoor grote groei van private scholen en muziekpraktijken.
Het ontstaan van de huidige vorm van muziekonderwijs, vooral in landen met een protestantse traditie, is deels ook toe te schrijven aan de 17e-eeuwse ontwikkelingen in Noord-Amerika. Pelgrims ontwikkelden er het Bay Psalm Boek, welke informatie verstrekte over solfège. Noordelijke kolonisten in Amerika leerden zichzelf op deze manier de basis van de muziek.
Tegelijkertijd werd de muzikaliteit van de meest zuidelijke Noord-Amerikanen ontwikkeld met het zogenaamde 'rote learning'-systeem; een systeem dat uitging van het 'leren-door-reperteren'-principe.

### Standaarden
In de eeuwen na de eerste muzieklessen bepaalden de leraren zelf de standaarden voor de muziek. De Amerikaanse organisatie MENC besloot in de 20e eeuw echter dat er een systeem met algemene standaarden moest komen, en zo ontwikkelden zij de negen 'National Standards for Music Education', welke in 1994 werden gepresenteerd en sindsdien over de hele wereld worden gebruikt. Deze standaarden zijn:
- Zingen, alleen en in groepsverband, een variërend repertoire
- Het bespelen van een instrument, eveneens met een variërend repertoire
- Improvisatie van melodieën, variaties en arrangementen
- Componeren van muziek volgens gespecificeerde richtlijnen
- Het lezen en noteren van bladmuziek
- Het luisteren naar, analyseren en beschrijven van muziek
- Muziek en muziekuitvoeringen evalueren
- De relatie leren begrijpen tussen muziek en andere vormen van kunst
- Muziek begrijpen in verhouding tot geschiedenis en cultuur

## Muziekonderwijs in Nederland

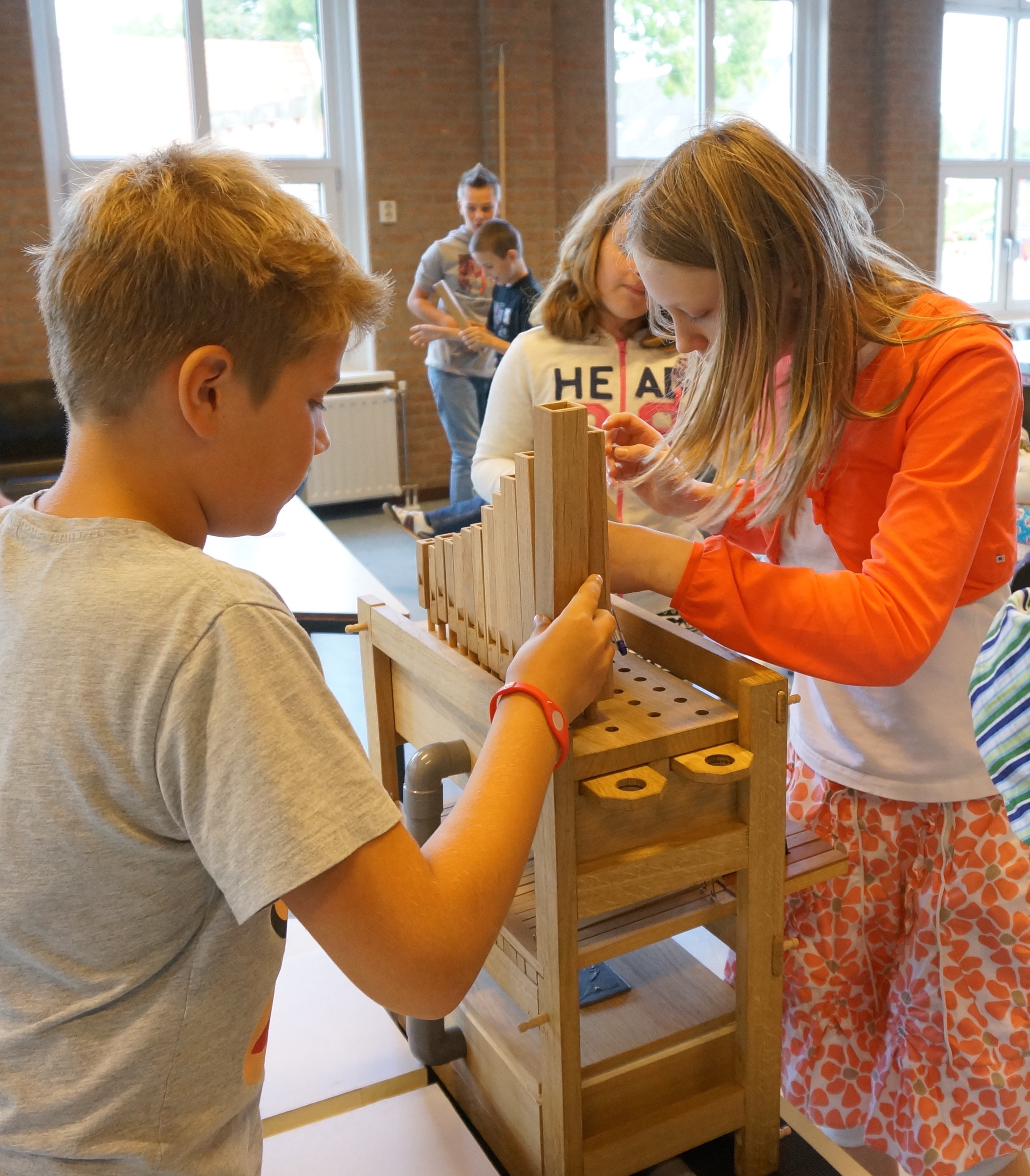
Kinderen maken via het project Orgelkids kennis met een pijporgel

Het Nederlandse muziekonderwijs is sinds de Tweede Wereldoorlog erg uitgebreid en opgesplitst in tientallen verschillende onderdelen. Vanaf de basisschool worden de meeste Europese kinderen nog steeds, vaak door vakleerkrachten, al enigszins muzikaal gevormd, door middel van simpele kinderliedjes en dansjes. In Nederland maakt op het middelbare onderwijs het muziekonderwijs (verplicht) deel uit van de basisvorming. 
In Nederland loopt muziekonderwijs op scholen terug. Sommige scholen compenseren dat door samenwerking met muziekscholen te zoeken. Daarnaast verschijnen er initiatieven zoals de Blazersklassen van Yamaha, die in samenwerking met reguliere scholen, muziekverenigingen en muziekscholen opereren. In de Yamaha Blazersklas leren kinderen tijdens schooltijd gezamenlijk spelen op een blaasinstrument in een symfonische blaasorkest bezetting.
De particuliere of gemeentelijke muziekscholen zijn ook een belangrijk onderdeel in het Nederlandse muziekonderwijs. Op deze scholen leren leerlingen gericht bepaalde muziekinstrumenten bespelen, of kunnen zij solfègelessen of zangles volgen. Deze muziekscholen zijn niet academisch gericht en worden vaak al vanaf jonge leeftijd bezocht. Algemene Muzikale Vorming is daarin dan ook belangrijk, bedoeld voor kinderen vanaf 6 jaar.
De particuliere muziekscholen hebben steeds meer kansen door de ontwikkelingen op het gebied van de gesubsidieerde muziekscholen; deze subsidies worden steeds vaker geschrapt of verminderd waardoor deze muziekscholen in de problemen komen.
De amateurkoren en -orkesten, die bijvoorbeeld door muziekscholen, kerken, scholen of andere instanties worden opgericht, zijn een essentieel onderdeel in de muzikale vorming, en bevredigen een van de standaards van de MENC: het samenspel.
Op HBO niveau is het conservatorium daarvan de bekendste. Veel conservatoria kwamen voort uit Muzieklycea. Een conservatorium is een hogere opleiding waar men zich kan opleiden tot musicus, componist, dirigent, acteur of danser. Het conservatorium is doorgaans opgesplitst in 'lichte muziek' en 'klassieke muziek', hoewel vanaf eind jaren 90 er ook een trend is tot 'cross-over'-opleidingen, wereldmuziek, en popmuziek. Ook op universitair niveau is de studie muziekwetenschap, waar voornamelijk muziektheorie, -historie en -cultuur wordt aangeleerd.
 Ook op academisch niveau zijn er verschillende (officiële) studies die met muziek te maken hebben.

## Muziekonderwijs in Vlaanderen
Zie ook: Deeltijds kunstonderwijs
Het muziekonderwijs kan privé zijn: van een beroemde musicus die tegen betaling masterclasses geeft, tot de gitaar-winkel die zijn koper een introductiecursus in de prijs mee aanbiedt.
De Vlaamse overheid organiseert en subsidieert muziekonderwijs. Vlaanderen heeft een lange traditie van gemeentelijke muziekscholen en muziekacademies (zie onder meer Peter Benoit).
In elke grote gemeente bestaat een muziekafdeling van het deeltijds kunstonderwijs. Deze zijn de opvolger van de muziekscholen en muziekacademies en worden door het publiek ook nog steeds zo genoemd. Daar kunnen jongeren vanaf 8 jaar en volwassenen mits een inschrijvingsbedrag een door de overheid gecontroleerd aanbod van individuele of groepscursussen volgen, zowel theoretisch als praktisch gericht.
Verder situeert het erkende muziekonderwijs zich op de volgende niveaus:
- In het gewone kleuter- en lager onderwijs is muziek of "muzische vorming" een onderdeel van de leerstof.
- Ook in de eerste graad van het secundair onderwijs in muzikale opvoeding een verplicht één-uursvak in het eerste leerjaar.
- In het buitengewoon onderwijs is muziek geen verplicht vak, maar bijna alle BLO-scholen, en veel BuSO-scholen programmeren het vanwege de vormende tot therapeutische waarde ervan.
- In de tweede en derde graad van het kunstsecundair onderwijs kan men een studierichting muziek volgen.
- Aan een hogeschool bestaat de professionele vorming (Master-niveau) tot musicus, componist, muziek-pedagoog, zanger, ... aan een conservatorium.
- Ook aan een hogeschool kan men een Bachelor behalen om muziekleraar te worden. En uiteraard staat muziek ook als opleidingsonderdeel geprogrammeerd bij de Bachelors kleuteronderwijs en lager onderwijs, omdat zijzelf de muzikale vorming moeten doorgeven.
- Aan de universiteit komt de muziek als studie-object in de opleiding Master in de musicologie aan bod.